# Papiro di Eracle
Il papiro di Eracle (P. Oxy. XXII 2331) è un frammento di un manoscritto greco risalente al III secolo di un poema burlesco sulle fatiche di Eracle; comprende due colonne di testo, tracciato con cura in un buon corsivo, intervallato da tre disegni colorati, non incorniciati, che ne illustrano il contenuto: l'uccisione del Leone di Nemea.
È uno dei pochi brandelli superstiti di letteratura classica illustrata su papiro.
Insieme al Romance Papyrus il papiro di Eracle è uno dei più importanti esempi di illustrazioni nei papiri letterari greci; si è visto che queste hanno un minimo di paesaggio e nessuno sfondo, ma sono incentrate invece sulla narrazione dell'azione del personaggio e sono inserite nel punto opportuno del testo.

## Storia
Il manoscritto è stato trovato in Alto Egitto, negli scavi archeologici portati avanti da inglesi ad Ossirinco; fa parte di un insieme di papiri rinvenuti tra la fine del XIX e l'inizio del XX secolo in un'antica discarica.
È conservato, con molti altri dei papiri di Ossirinco, dall'università di Oxford, nella Sackler Library, dove sono raccolte le vecchie collezioni dell'Ashmolean Museum.
È stato pubblicato per la prima volta nel 1954.

## Descrizione
Il frammento misura 235 per 106 mm. e proviene da un rotolo di papiro.
Il soggetto è un poema burlesco, in forma di dialogo tra Eracle ed un secondo personaggio non identificato.
Nel frammento essi parlano dell'uccisione del Leone di Nemea, che è la prima delle fatiche dell'eroe, per cui sembra probabile che il resto del poema trattasse delle sue altre fatiche e che il frammento provenga dalla parte iniziale del rotolo.
Le illustrazioni, come quelle del Romance Papyrus, sono semplici schizzi, disegnati in fretta con tratti pesanti, i colori (giallo e verde) furono applicati liberamente.
Il ciclo doveva essere molto denso, come si può vedere dalle due scene nella seconda colonna.

### Primo disegno
Nella prima scena, Eracle sta tagliando la sua clava.
L'illustrazione mostra l'eroe che tiene la clava contro la coscia della sua gamba sinistra che è sollevata, alla destra c'è l'albero di olivo selvatico dal quale ha tagliato la clava.
Di seguito doveva esserci il testo con la descrizione dell'azione dell'immagine.
Nei versi immediatamente al di sopra il secondo personaggio chiede all'eroe: "Parla, o figlio di Zeus, raccontami della prima delle tue fatiche!"; la risposta è "Impara da me cosa ho fatto prima di tutto."

### Secondo disegno
Nella scena successiva, alla destra e più in alto della prima, Eracle è raffigurato nudo, mentre strangola il leone premendo la testa sotto l'ascella.
La sua clava, di colore giallo, sembra appoggiata a qualcosa di invisibile, la natura dell'oggetto sopra la clava è un enigma.
Il leone si trova su un terreno di colore verde, leggermente rialzato come in altre rappresentazioni egiziane della scena.
Il testo spiega che egli uccise il leone con le sue "forti braccia" perché era altrimenti invulnerabile.

### Terzo disegno
L'ultima immagine è difficile da decifrare, molto probabilmente mostra Eracle con tra le mani la pelle del leone che da quel momento diventa il suo attributo, colorata di verde e con le gambe e la coda penzoloni.
La miniatura è stata interpretata anche come rappresentazione dell'eroe in piedi davanti alla carcassa del leone.
Il testo al di sopra ricorda che dopo aver strangolato il leone egli lo stese morto.